# Gefecht bei Dermbach
Dermbach/Rossdorf/Zella/Wiesenthal – Kissingen/Hammelburg – Laufach/Frohnhofen – Aschaffenburg – Hundheim – Tauberbischofsheim – Werbach – Helmstadt/Uettingen – Gerchsheim – Uettingen/Roßbrunn/Hettstadt

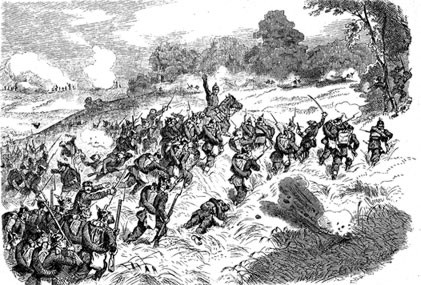
Cäsar Rüstow im Gefecht zu Dermbach

Die Gefechte bei Dermbach waren ein erster Zusammenstoß preußischer und bayerischer Truppen im Deutschen Krieg bei Dermbach in Thüringen am 4. Juli 1866.
Auf preußischer Seite kam die 13. Division unter Generalleutnant von Goeben zum Einsatz. Ihr standen Teile der 3. und die 4. bayrische Infanteriedivision in einer Gesamtstärke von ca. 15.000 Mann gegenüber. Oberbefehlshaber auf bayerischer Seite war Prinz Karl.

## Ausgangslage
Die aus drei Divisionen gebildete preußische Mainarmee unter dem Kommando des Generals Vogel von Falckenstein befand sich seit dem 1. Juli auf dem Vormarsch von Eisenach in Richtung Fulda. Dies war auch das Ziel der bayerischen Armee, die sich dort mit dem verbündeten 8. Bundeskorps (Kontingente aus Baden, Württemberg, Hessen-Darmstadt, Hessen-Kassel, dem Herzogtum Nassau und Österreich) vereinigen wollte.
Bereits am 2. und 3. Juli war es zu kleineren Gefechten zwischen der preußischen und bayerischen Armee bei Immelborn und Dermbach gekommen. Falckenstein glaubte, es nur mit schwachen bayerischen Kräften zu tun zu haben. Er erteilte daher der 13. preußischen Division den Befehl, den Gegner durch einen „kurzen Vorstoß“ zurückzudrängen. Daraus entwickelten sich die beiden Gefechte bei Zella bzw. Neidhartshausen und bei Wiesenthal.

## Verlauf
Der preußische Vorstoß mit etwa 5000 Mann auf Neidhartshausen und Zella war erfolgreich. Es gelang, die bayerischen Truppen aus ihren dortigen Positionen zu vertreiben. Dabei kam es zu heftigen Kämpfen im Bereich des Klosters Zella. Am Nachmittag zogen sich die preußischen Truppen befehlsgemäß wieder aus den besetzten Stellungen zurück.
Der Vorstoß gegen Wiesenthal mit ebenfalls ca. 5000 Mann sollte der Flankensicherung für die in Richtung Zella vorrückenden Verbände dienen. Entgegen dem Tagesbefehl, der die Besetzung des Dorfes als Ziel angegeben hatte, attackierten die zügig vorrückenden Truppen den südöstlich von Wiesenthal gelegenen Nebelberg. Es gelang ihnen trotz erheblicher Verluste, diese überaus feste Position zu erstürmen und längere Zeit zu halten. Da die Preußen in dieser Phase den Rückzug antraten, glaubte man bayerischerseits einen Sieg errungen zu haben.

## Folgen
Der Kampf auf den beiden Schlachtfeldern ergab keinen eindeutigen Sieger. Die preußischen Streitkräfte hatten zwar durch Besetzung von Wiesenthal, beziehungsweise Nebelberg und Zella einen begrenzten Erfolg erreicht, aber den Gegner nicht zu einem generellen Rückzug zwingen können. Der Rückzug der Preußen war für die bayerische Armee nur ein scheinbarer Erfolg, da das Zurückgehen auf die Ausgangsposition von vornherein eingeplant war.
Die Heftigkeit der Gefechte weckte bei der bayerischen Armeeführung die Befürchtung, dass ein umfassender Angriff durch die preußische Mainarmee unmittelbar bevorstehe. Daher erging der Befehl, die Armee am 5. Juli bei Kaltennordheim südlich von Zella zu konzentrieren. Der preußische Angriff unterblieb jedoch, denn die Mainarmee setzte nach kurzer Unterbrechung ihren Vormarsch in Richtung Fulda fort und entfernte sich dadurch von der bayerischen Armee. Unter dem Eindruck der schweren Niederlage der verbündeten Österreicher am 3. Juli 1866 in der Schlacht von Königgrätz, entschloss sich die bayerische Armeeführung zum Rückzug aus Thüringen nach Bayern, denn jetzt musste die Verteidigung des bayerischen Territoriums als vorrangiges Ziel gelten.